# Kazaginac
Kazaginac – wieś w Bośni i Hercegowinie, w Federacji Bośni i Hercegowiny, w kantonie dziesiątym, w gminie Tomislavgrad. W 2013 roku liczyła 277 mieszkańców, z czego większość stanowili Chorwaci.